# 古德霍普 (路易斯安那州)
古德霍普（英語：Good Hope）是位於美國路易斯安那州聖查爾斯堂區的一個鬼鎮。

## 地理
古德霍普所處的海拔為高於海平面3米（即10英呎），而該地所採用的時區為UTC-6，即北美中部時區（CST）。同時該地設有夏令時間，為UTC-6調快一小時，即UTC-5（CDT）。